# Produtor cultural
Produtor cultural é uma pessoa que realiza atividades de produção cultural profissionais remuneradas.
Trata-se de uma atividade que vem ganhando reconhecimento profissional e para a qual tem crescido a oferta de ensino no Brasil de forma significativa.
Por ocupar-se com cultura, a qual é transversal à maior parte das atividades humanas, as produções culturais podem ser realizadas por pessoas que trabalhem com arte, comunicação, organização de eventos, cerimonial de eventos, feiras e eventos, administração, engenharia, arquitetura, turismo, gastronomia, moda, design, marketing e, mais recentemente, pessoas que utilizam novas tecnologias de informação e comunicação: internet, sites, blogs, redes sociais, tablets, celulares.
Perfil
Há uma diversidade muito grande de perfis deste profissional. Uma boa noção pode ser obtida através do projeto "Produção Cultural no Brasil" que ouviu em 2010 profissionais do mercado brasileiro. Nestas entrevistas os pesquisadores identificaram os seguintes perfis: produtor de recursos, produtor de talentos, produtor gestor, produtor aprendiz, produtor executivo, produtor agitador, produtor meio, produtor social, produtor autodidata, produtor empresário, produtor independente.
Média Salarial
Podemos trabalhar com uma média que varia entre diárias para produção local de R$300 a R$500 reais. Os valores mensais para outras linhas de ação que demandam tempo de preparo e execução de R$ 2 a R$5 mil reais. Ou ainda, no montante total fechado em comum acordo entre proponente contratante e produtor contratado. Neste caso, o saldo total pode alcançar R$50 mil reais para um projeto cujo valor de realização é estimado em R$500 mil, por exemplo. Este último pode ser calculado por porcentagem para captação ou por participação de lucro gerado a partir da comercialização do produto final.